# Diócesis de Minna
La diócesis de Minna (en latín: Dioecesis Minnaënsis y en inglés: Roman Catholic Diocese of Minna) es una circunscripción eclesiástica de la Iglesia católica en Nigeria. Se trata de una diócesis latina, sufragánea de la arquidiócesis de Kaduna. Desde el 5 de julio de 1996 su obispo es Martin Igwe Uzoukwu.

## Territorio y organización
La diócesis tiene 36 031 km² y extiende su jurisdicción sobre los fieles católicos de rito latino residentes en la parte centro oriental del estado de Níger.
La sede de la diócesis se encuentra en la ciudad de Minna, en donde se halla la Catedral de San Miguel Arcángel.
En 2021 en la diócesis existían 60 parroquias.

## Historia
La prefectura apostólica de Minna fue erigida el 9 de noviembre de 1964 con la bula Christi Redemptoris del papa Pablo VI, obteniendo el territorio de la arquidiócesis de Kaduna.
El 17 de septiembre de 1973 la prefectura apostólica fue elevada a diócesis con la bula Prophetiae de regno del papa Pablo VI.
El 6 de noviembre de 1981 cedió una parte de su territorio para la erección de la misión sui iuris de Abuya (hoy arquidiócesis de Abuya).
El 15 de diciembre de 1995 cedió otra parte de su territorio para la erección de la prefectura apostólica de Kontagora (hoy diócesis de Kontagora) mediante la bula Constat in finibus del papa Juan Pablo II.
El 15 de enero de 2023, Isaac Achi, párroco de Kafin-Koro, murió tras un incendio en la residencia parroquial provocado por terroristas que hirieron a otro sacerdote, Collins Omeh, disparándole por la espalda.

## Estadísticas
Según el Anuario Pontificio 2022 la diócesis tenía a fines de 2021 un total de 93 190 fieles bautizados.
| Año                                                                             | Población            | Población | Población      | Sacerdotes | Sacerdotes    | Sacerdotes    | Bautizados por sacerdote | Diáconos permanentes | Religiosos | Religiosos | Parroquias |
| Año                                                                             | Bautizados católicos | Total     | % de católicos | Total      | Clero secular | Clero regular | Bautizados por sacerdote | Diáconos permanentes | Varones    | Mujeres    | Parroquias |
| ------------------------------------------------------------------------------- | -------------------- | --------- | -------------- | ---------- | ------------- | ------------- | ------------------------ | -------------------- | ---------- | ---------- | ---------- |
| 1970                                                                            | 5796                 | 1 339 137 | 0.4            | 27         |               | 27            | 214                      |                      | 32         | 6          | 8          |
| 1980                                                                            | 15 818               | 1 320 000 | 1.2            | 20         | 2             | 18            | 790                      |                      | 20         | 9          |            |
| 1990                                                                            | 41 469               | 2 074 000 | 2.0            | 20         | 7             | 13            | 2073                     |                      | 13         | 14         |            |
| 1999                                                                            | 54 120               | 2 122 000 | 2.6            | 29         | 20            | 9             | 1866                     |                      | 15         | 31         | 25         |
| 2000                                                                            | 55 070               | 2 182 000 | 2.5            | 31         | 20            | 11            | 1776                     |                      | 18         | 45         | 25         |
| 2001                                                                            | 56 020               | 2 065 658 | 2.7            | 32         | 24            | 8             | 1750                     |                      | 15         | 45         | 25         |
| 2002                                                                            | 56 571               | 2 071 209 | 2.7            | 33         | 25            | 8             | 1714                     |                      | 14         | 45         | 25         |
| 2003                                                                            | 57 030               | 2 365 659 | 2.4            | 49         | 42            | 7             | 1163                     |                      | 7          | 45         | 27         |
| 2004                                                                            | 65 858               | 2 267 107 | 2.9            | 50         | 41            | 9             | 1317                     |                      | 9          | 45         | 30         |
| 2013                                                                            | 77 589               | 2 931 000 | 2.6            | 65         | 52            | 13            | 1193                     |                      | 31         | 57         | 48         |
| 2016                                                                            | 82 695               | 3 181 530 | 2.6            | 64         | 47            | 17            | 1292                     |                      | 43         | 75         | 55         |
| 2019                                                                            | 88 000               | 3 405 340 | 2.6            | 91         | 65            | 26            | 967                      |                      | 58         | 80         | 70         |
| 2021                                                                            | 93 190               | 3 607 500 | 2.6            | 89         | 66            | 23            | 1047                     |                      | 26         | 79         | 60         |
| Fuente: Catholic-Hierarchy, que a su vez toma los datos del Anuario Pontificio. |                      |           |                |            |               |               |                          |                      |            |            |            |

## Episcopologio
- Edmund Joseph Fitzgibbon, S.P.S. (25 de noviembre de 1964-17 de septiembre de 1973 renunció)
- Christopher Shaman Abba † (17 de septiembre de 1973-5 de julio de 1996  nombrado obispo de Yola)
- Martin Igwe Uzoukwu, desde el 5 de julio de 1996